# Редутский
Редутский — посёлок железнодорожного разъезда в Динском районе Краснодарского края.
Входит в состав Васюринского сельского поселения.

## География
Расположен в 6 км северо-восточнее центра станицы Васюринской при железнодорожном разъезде Редутский.

## Население
| 2002 | 2010 |
| ---- | ---- |
| 11   | ↗22  |